# Gunnar Helén
Nils Gunnar Helén, född 5 juni 1918 i Västra Vingåkers församling i Södermanlands län, död 7 december 2002 i Nacka, var en svensk politiker, journalist och ämbetsman, som var partiledare för Folkpartiet 1969–1975.

## Biografi
Helén var son till tillsynsläraren Gustaf Helén och Ingeborg Andersson och gifte sig 1938 med läroverksadjunkten Ingrid Rying (1917–1999), dotter till överläraren Karl-Johan Rying och Märta Eriksson. Gunnar Helén var även svåger till författaren Matts Rying. Fadern Gustaf Helén var liksom sonen Gunnar liberal medan svärfadern Karl-Johan Rying var aktiv socialdemokrat.
Efter studentexamen på Karolinska skolan i Örebro studerade Gunnar Helén vid Uppsala universitet, där han 1946 blev filosofie doktor i nordiska språk på en avhandling om Birger Sjöberg. Som journalist verkade han vid Radiotjänst, där han gjorde ett känt reportage från Kungsgatan i Stockholm på fredsdagen den 7 maj 1945, men också 1939 tillkännagav att det andra världskriget hade brutit ut i och med att England och Frankrike hade förklarat Tyskland krig den 3 september. Helén gjorde också det första ungdomsprogrammet i radio Vi öppnar ett fönster 1944 – bland annat med ett reportage från Högbacka dansbana. Han blev senare litteraturredaktör i Röster i radio, och 1947 blev han intendent och chef för sociala programsektionen.
Helén lämnade 1949 Sveriges radio och blev chef för kulturredaktionen vid Stockholms-Tidningen, och arbetade även som journalist vid Svenska Morgonbladet. Han skrev dessutom recensioner i hemtidningen Katrineholms-Kuriren. 1947 blev han biträdande lärare i nordiska språk vid Stockholms högskola. År 1956 utnämndes han till docent där (från 1960 Stockholms universitet).
Han var riksdagsman 1953–1966 för Stockholms läns valkrets i andra kammaren, samt 1970–1976 för Stockholms stads valkrets i första kammaren, senare enkammarriksdagen. Som riksdagsman på 1950-talet hade han stort inflytande på skolpolitiken och hade en viktig roll i det utredningsarbete som föregick införandet av grundskolan, en skolform som senare kom att förändras så att mycket av det Gunnar Helén eftersträvat gick förlorat.
Gunnar Helén var landshövding i Kronobergs län 1965–1970 och landshövding i Stockholms län 1977–1984. Han var ordförande i Sveriges Radios styrelse 1978–1984, och därefter i styrelsen för tidningskoncernen Nerikes Allehanda. Makarna Helén är begravda på Västra Vingåkers kyrkogård.

## Utmärkelser
- H.M. Konungens medalj av 12:e storleken i guld med kedja, 1984[12]
- Illis quorum meruere labores av 18:e storleken i guld med kedja, 1987[13]